# Henri Biva
Henri Biva (Parigi, 23 gennaio 1848 – Parigi, 2 febbraio 1929) è stato un pittore francese paesaggista, appartenente alla Scuola di Barbizon.

## Biografia
Henri Biva nacque e crebbe a Parigi nel quartiere di Montmartre al n.18 di rue du Vieux Chemin, in una famiglia di artisti. 
Fu normale, quindi, per lui e per suo fratello Paul (1851–1900), così come per suo figlio Lucien (1878–1965), intraprendere la strada della pittura.
Henri studiò all'École des beaux-arts, negli atelier di Leon Tanzi (1846-1913) e di Alexandre Nozal (1852-1929), mentre frequentava anche i corsi di William Bouguereau, di Jean-Joseph Benjamin-Constant e di Jules Joseph Lefebvre presso l'Académie Julian.

Il suo debutto avvenne al "Salon" del 1879 con due tele: "Les roses du parc" e "Pavillon d'été du Chateau de Villeneuve-l'Étang"..

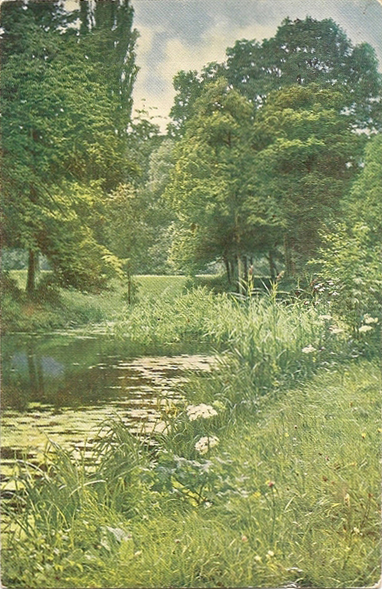
Mattino a Villeneuve l'Étang

Per il loro spiccato stile naturalista - facilmente riscontrabile in tele come Villeneuve-l'étang (soir) e Après le coucher du soleil - i quadri di Henri Biva acquisirono ben presto notorietà ed entrarono sia nelle collezioni private che in quelle pubbliche.

Nel 1886 Biva espose tre opere all'"Esposizione Internationale di Blanc et Noir" (Louvre, Padiglione dell'insegnamento, Rue des Tuileries, Parigi, 20 marzo-20 aprile 1886). 
Fu quindi membro della "Société des artistes français", dove fu premiato due volte. Nel 1900, inoltre, ricevette una medaglia di bronzo all'Esposizione universale e, nello stesso anno, su proposta del Ministro dell'Istruzione Pubblica e delle Belle arti, venne insignito dell'ordine di Cavaliere della Légion d'honneur (11 agosto 1900).
Questo riconoscimento diede certamente luogo ad un ulteriore successo commerciale della sua produzione negli anni precedenti la prima guerra mondiale. Negli anni seguenti egli continuò ad esporre, fino al 1928.
Biva espose anche al "Salons des Artistes Francais," di Parigi, nel 1900, 1903, 1904 e 1905. Nel 1923 fu eletto vicepresidente del "Salon d'Hiver", fondato nel 1897.
Biva, quindi, continuò ad esporre con regolarità a Parigi, salvo l'interruzione della guerra (la maggioranza dei Salon fu chiusa nel periodo bellico 1914-1918), ed alcune mostre risultano anche documentate: Salon 1905, Salon 1906, Salon 1908 ("Société Lyonnaise des Beaux-Arts"), Salon 1909, Salon des Artistes Français 1910, Salon d'Hiver 1910, Salon 1911, Salon d'Hiver 1911, "Salon des Artistes Français" 1912, Salon 1919, Salon 1921, Salon d'Hiver 1923, "Le Salon 1928 Grand Palais des Champs-Elysées", "Société des Artistes Français" 1928 (l'anno che precedette la sua scomparsa).
Henri Biva morì il 2 febbraio 1929 nella sua casa di Parigi, al 72 di rue du Château-d'Eau.

## L'arte di Henri Biva
Le sue tele, realizzate en plein air, trasmettono la serena nostalgia della campagna di altri tempi, ancora non alterata dalle attività umane. I piccoli corsi d'acqua, i grandi alberi spontanei che ne proteggono il tranquillo fluire, nonché la rigogliosa vegetazione riparia, sono gli unici protagonisti dei suoi paesaggi fluviali, assieme ai raggi del sole che filtrano tra i rami e creano rasserenanti magie sulle superfici acquee.  Definitosi come pittore naturalista, è possibile ritrovare le influenze dei suoi insegnanti nella particolare cura con cui realizzava le sue opere, sia nel trattare gli effetti luminosi che nel disegnare i più minuti dettagli. Una visione e una tecnica che lo fanno appartenere in pieno alla Scuola di Barbizon.
Biva si concentrò principalmente sui dintorni a ovest di Parigi, dipingendo nella natura, davanti al soggetto prescelto (spesso un paesaggio, come avevano iniziato gli impressionisti, portando con sé tutto il materiale necessario: lo "châssis" con la sua tela e il cavalletto), anche se talvolta terminava il lavoro nel suo atelier.
Lo stile di Biva oscilla fra il Post-impressionismo ed il Realismo, con una notevole componente naturalista. Così la sua pittura si caratterizza per i tratti complessi e per una tavolozza pura, intrisa di luce naturale, la luce del momento stesso in cui egli coglie l'immagine che lo ispira. Del resto, appare evidente come Biva abbia dedicato la massima attenzione agli effetti di luce e di atmosfera. Attirato dagli effetti che le variazioni costanti e percepibili della luce producono sui vari elementi del soggetto, Biva ne trascrisse sulla tela le sensazioni immediate, le variazioni luminose del cielo e dell'acqua e lo scintillare colorato dei loro rapporti di causa ed effetto.

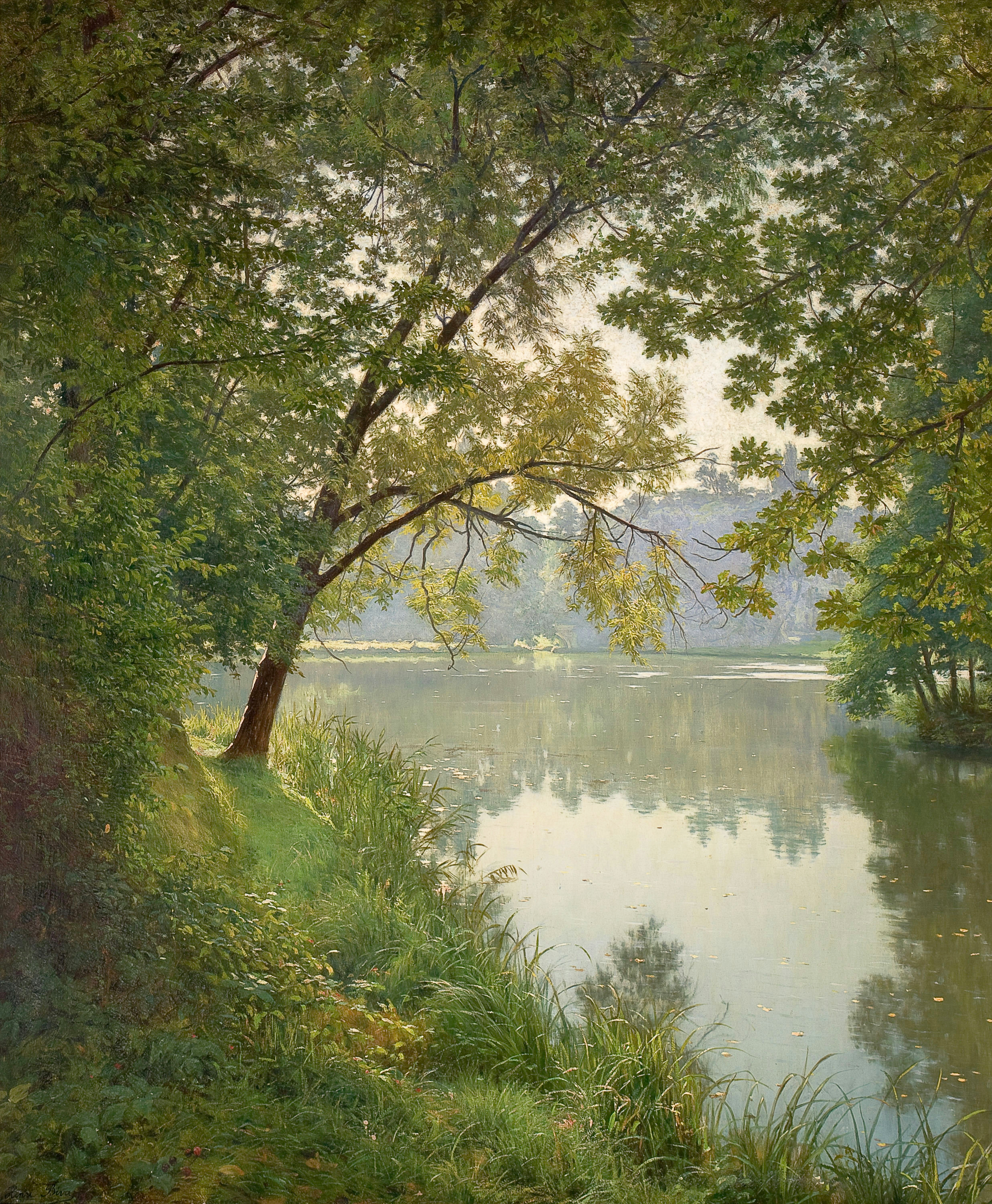
Mattinata a Villeneuve

Janet Whitmore, a proposito dell'opera di Henri Biva, formula alcune osservazioni che possono riferirsi a molti dei suoi dipinti:

«Come in molti pittori naturalisti, quali Jules Bastien-Lepage o Rosa Bonheur, nelle opere di Henri Biva vi è una marcata qualità "tattile", in particolare nelle forme, nei colori e nel disegno della minuta vegetazione delle rive, e anche nella liscia superficie grigia dei tronchi arborei.

Ugualmente importante, per il gusto ottocentesco, era questo tipo di pittura paesaggistica che offriva degli scorci intimi di località molto particolari, il ricordo dei giorni trascorsi nella campagna francese, o forse nei grandi boschi protetti dei dintorni di Parigi. Contrariamente a quelli dei suoi contemporanei - come Pissarro o Monet - i paesaggi di Henri Biva evocano un tempo passato, prima dell'industrializzazione,  quando nessuna ferrovia o nessuna fabbrica aveva ancora distrutto il fascino di queste serene vedute campestri. Al contrario, le immagini che Biva coglie mostrano l'assenza di attività umane, con l'eccezione di qualche pescatore che sonnecchia lungo le rive.

Sebbene la carriera di Henri Biva sembri aver prosperato in particolare negli anni 1880, egli godette di un ampio successo anche durante gli anni 1890, a cominciare dalla prestigiosa menzione al "Salon des Artistes Français" nel 1892, quando il suo lavoro di pittore di paesaggi e di fiori fu particolarmente notato e apprezzato. Tre anni più tardi, nel 1895, ricevette una medaglia di terza classe e l'anno seguente una di seconda classe. Ottenuti questi premi, egli non fu più obbligato a sottoporre i suoi lavori alla giuria annuale per l'accettazione ai Salon, ma ebbe invece la garanzia di un accoglimento automatico.
L'avvento del nuovo secolo portò a Biva un continuo successo e una fama pubblica. I suoi paesaggi e le sue nature morte floreali furono ampiamente richiesti dai collezionisti d'arte e, gradualmente, evolvettero verso un tipo di immagine più meditata.»

## Opere
(Selezione)
- Matin à Villeneuve
- Piscine dans le bois[16]
- Près de la rivière[17]
- Au bord de la rivière ensoleillé
- Un coin tranquille
- Le Matin dans la brume à Villeneuve-l'Etang
- Après le coucher du soleil
- Les brumes et rosées du matin à Villeneuve l'Étang
- L'étang dans le bois[18]
- Un jour d'été au bord du lac[19]
- Bateaux arrimés dans des eaux calmes[20]

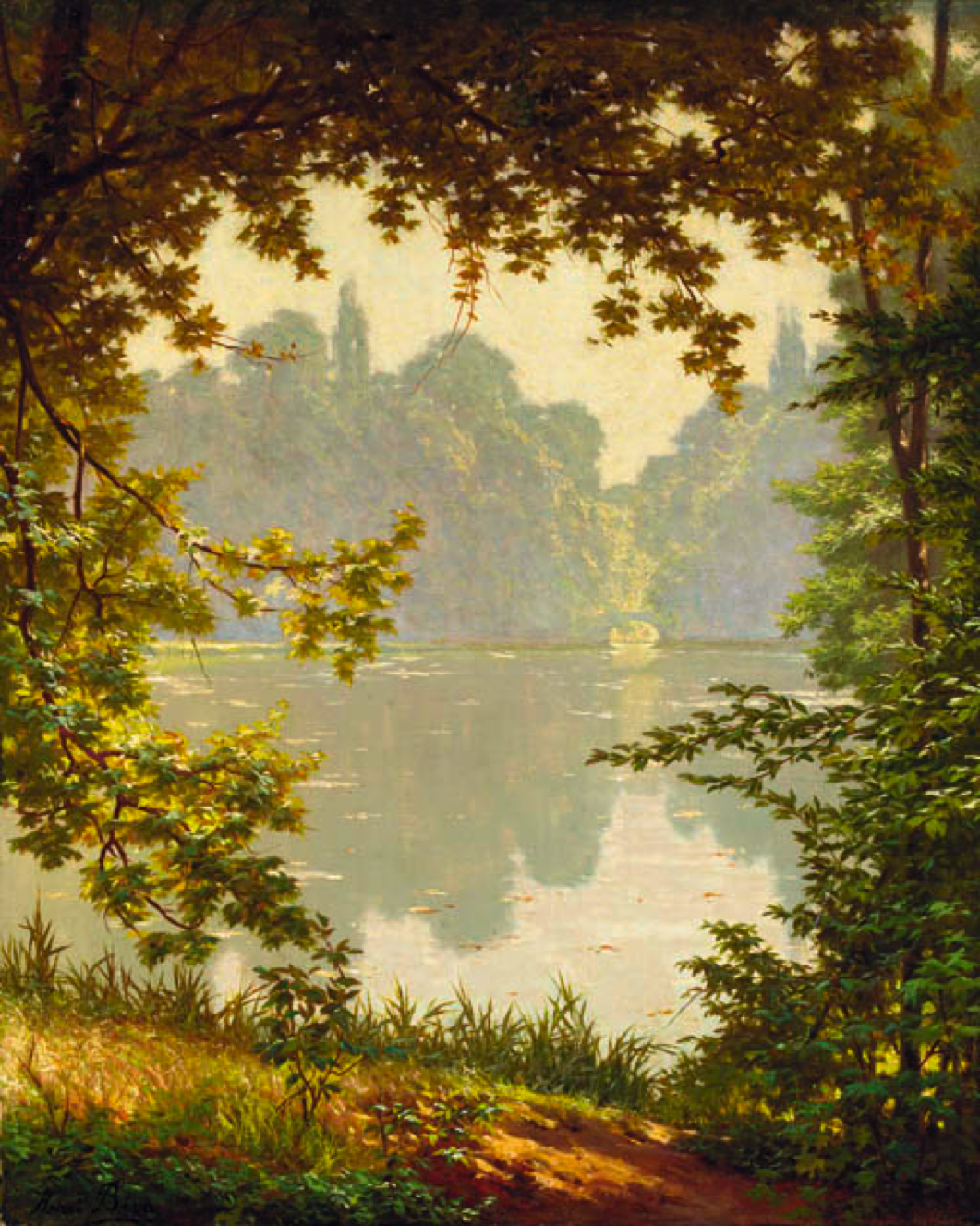
Un giorno d'estate sul bordo del lago

- Paysage avec rivière

- Vue de la rivière ensoleillée
- Tranquillité
- Un étang dans le bois
- Au bord du lac[21]
- La rivière
- Le lac tranquille
- Rivière en sous bois
- Les nénuphars
- Paysage de rivière
- L'allée fleurie
- L'été au bord de la rivière
- Le lac
- Fishing on a sunny afternoon,[22]

### Opere presenti in collezioni pubbliche
- Bayeux, Museo Baron Gérard:
  - Après le coucher du soleil[23]
  - Après le coucher du soleil[24]
- Parigi, Museo d'Orsay: Les Brumes, Villeneuve-l'Étang, 1909[25]
- Museo di Roanne: Nature Morte[26],
- Saint-Nazaire, Museo municipale: L'Après-midi à Villeneuve-l'Étang, 1907[27]

## Musei e istituti vari
- Museo Baron Gérard, Bayeux , Museo di Francia (Après le coucher du soleil) Acquisito in data 22/1/2007
- Museo municipale, Loire-Atlantique; Saint-Nazaire (L'après-midi à Villeneuve-l'Etang ) anno dell'atto di acquisto: 1907
- Base Arcade, Archivi Nazionali
- Culture.fr, Henri Biva
- Museo della Loira - Roanne (Nature Morte)
- Museo Calvados; Bayeux (Après le coucher du soleil)
- Culture.fr
- http://www.photo.rmn.fr/cf/htm/CPicZ.aspx?E=2C6NU0XAYVHC[collegamento interrotto]
- Museo del Luxembourg, Parigi, Les brumes, Villeneuve-l'Etang, 1909

## Riconoscimenti
- Medaglia di bronzo all'Esposizione universale del 1900 di Parigi
- Cavaliere della Légion d'honneur nel 1900

## Galleria d'immagini

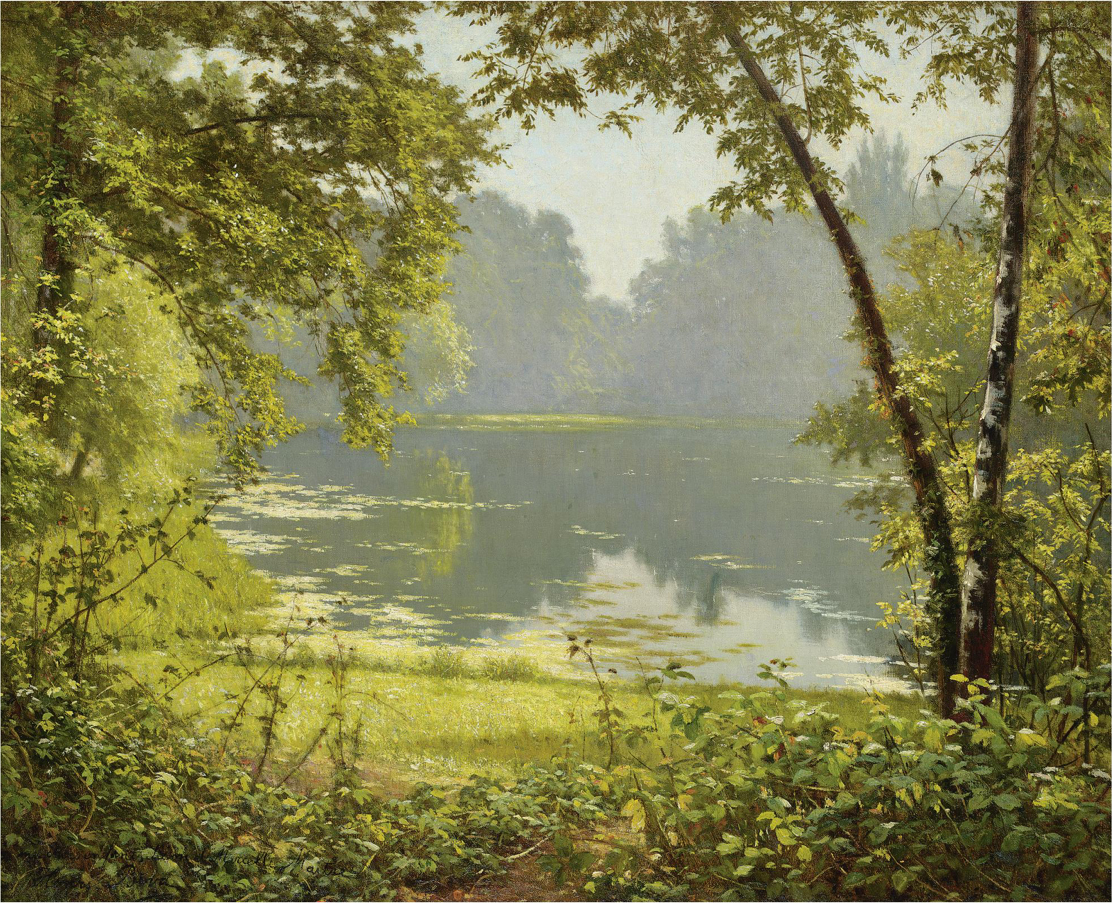
Tranquillità
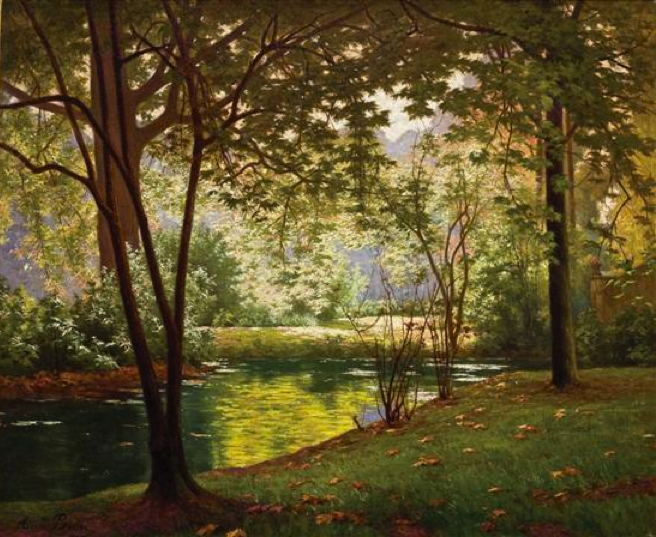
Sponda del fiume soleggiata
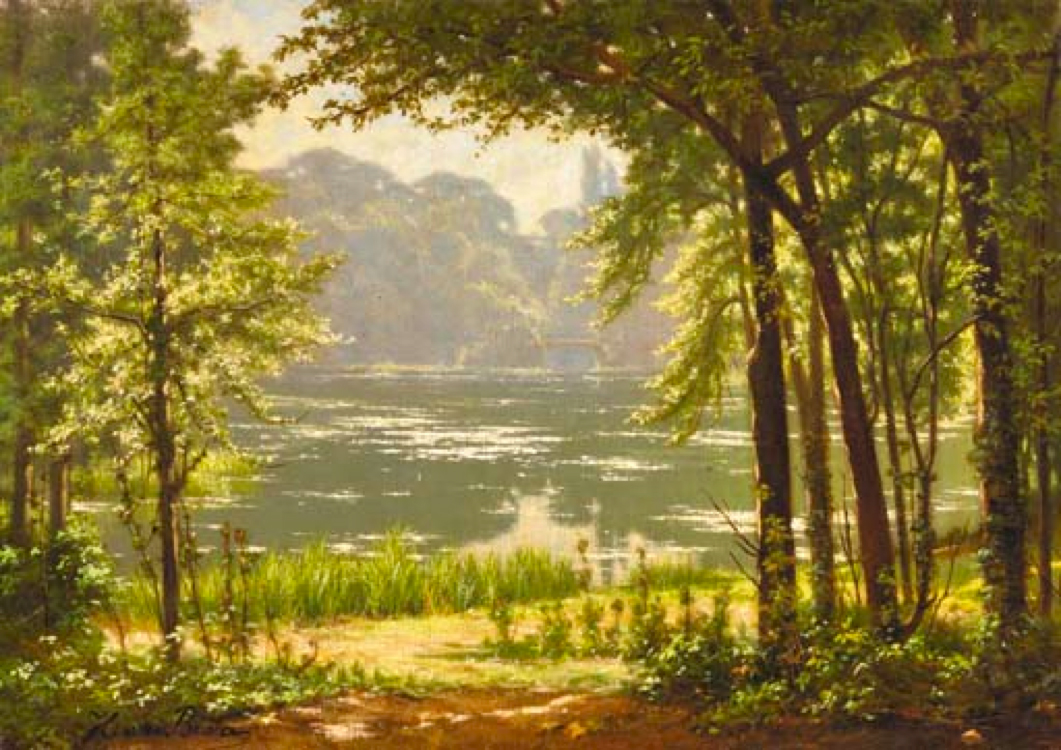
Vista del fiume sotto il sole
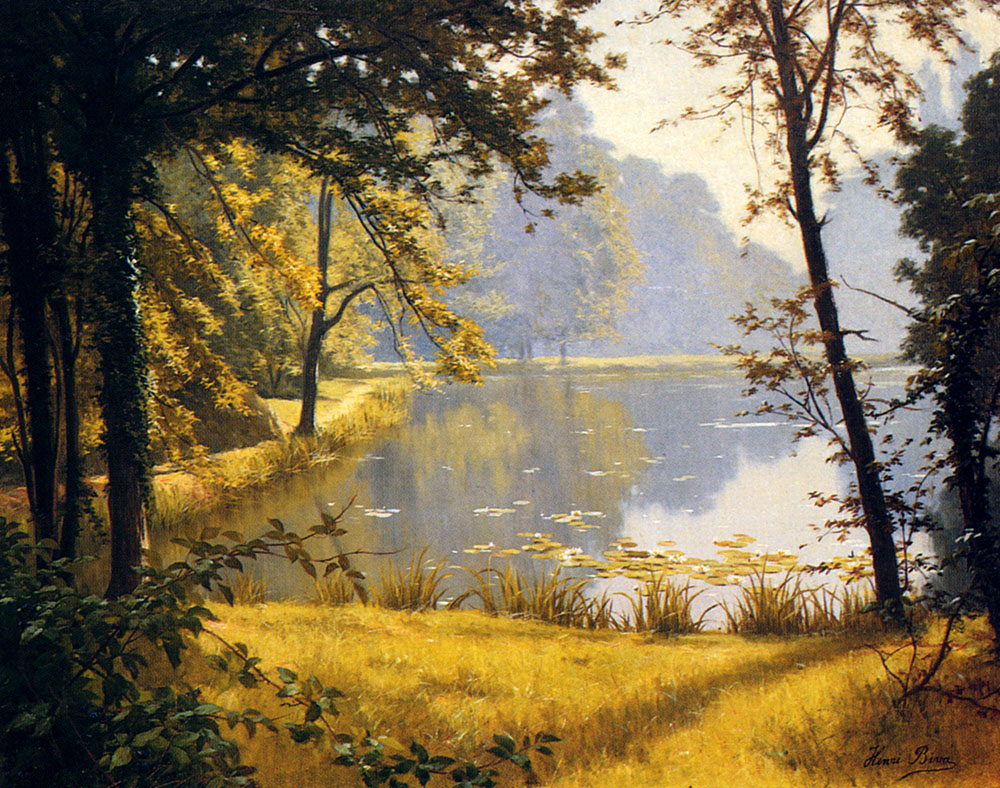
Lo stagno con le ninfee
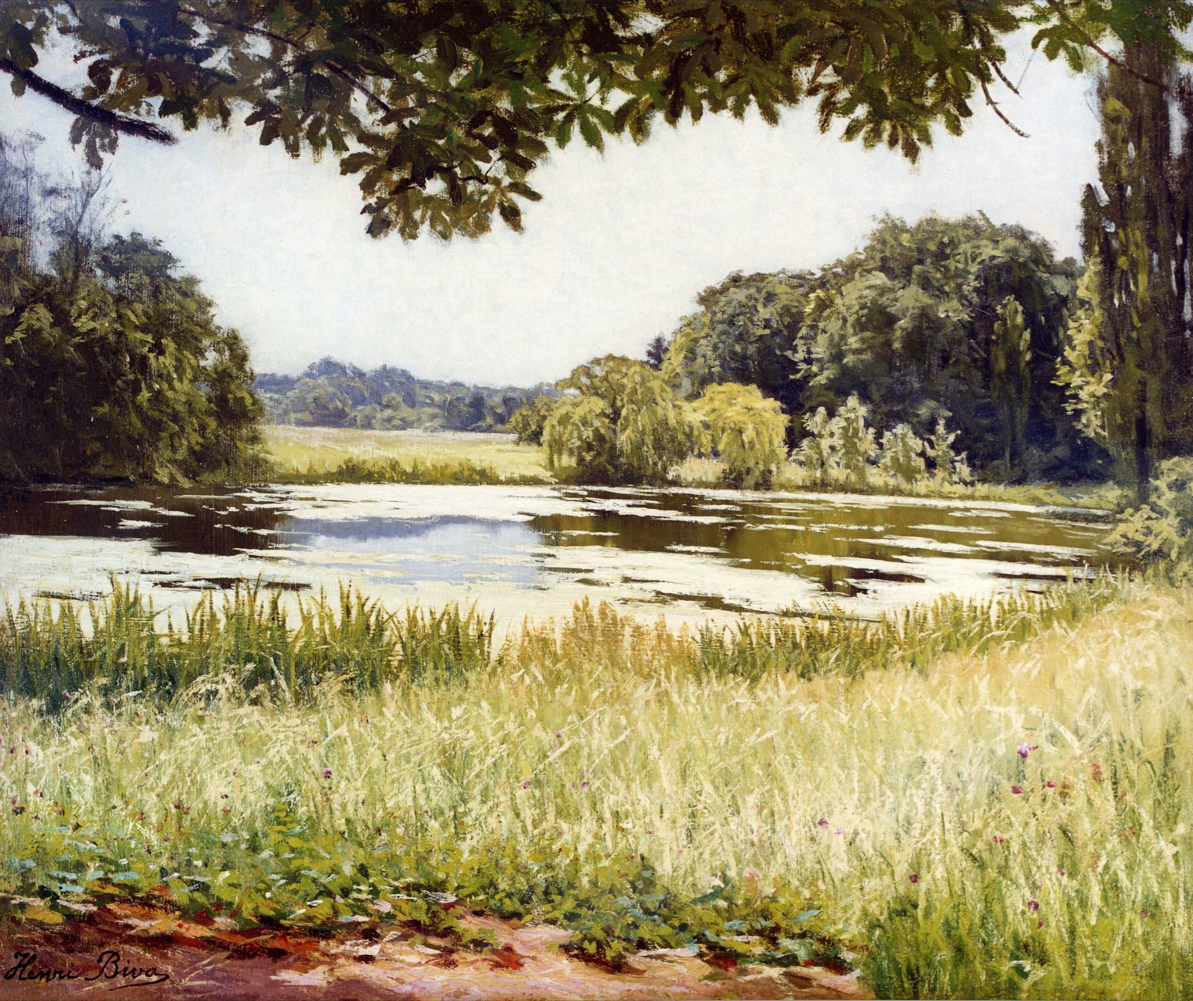
Un fiume in Francia
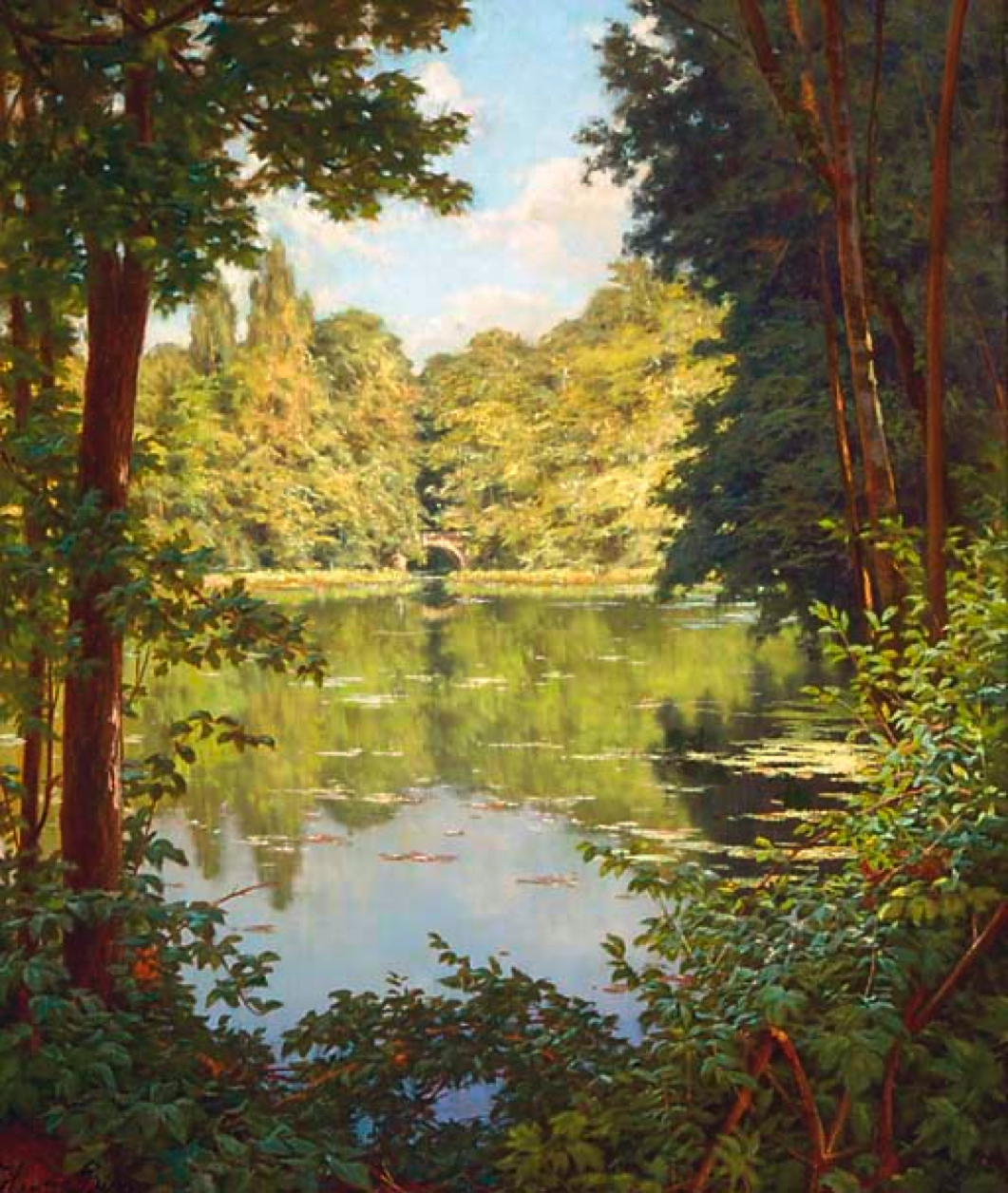
Vista del fiume in pieno sole
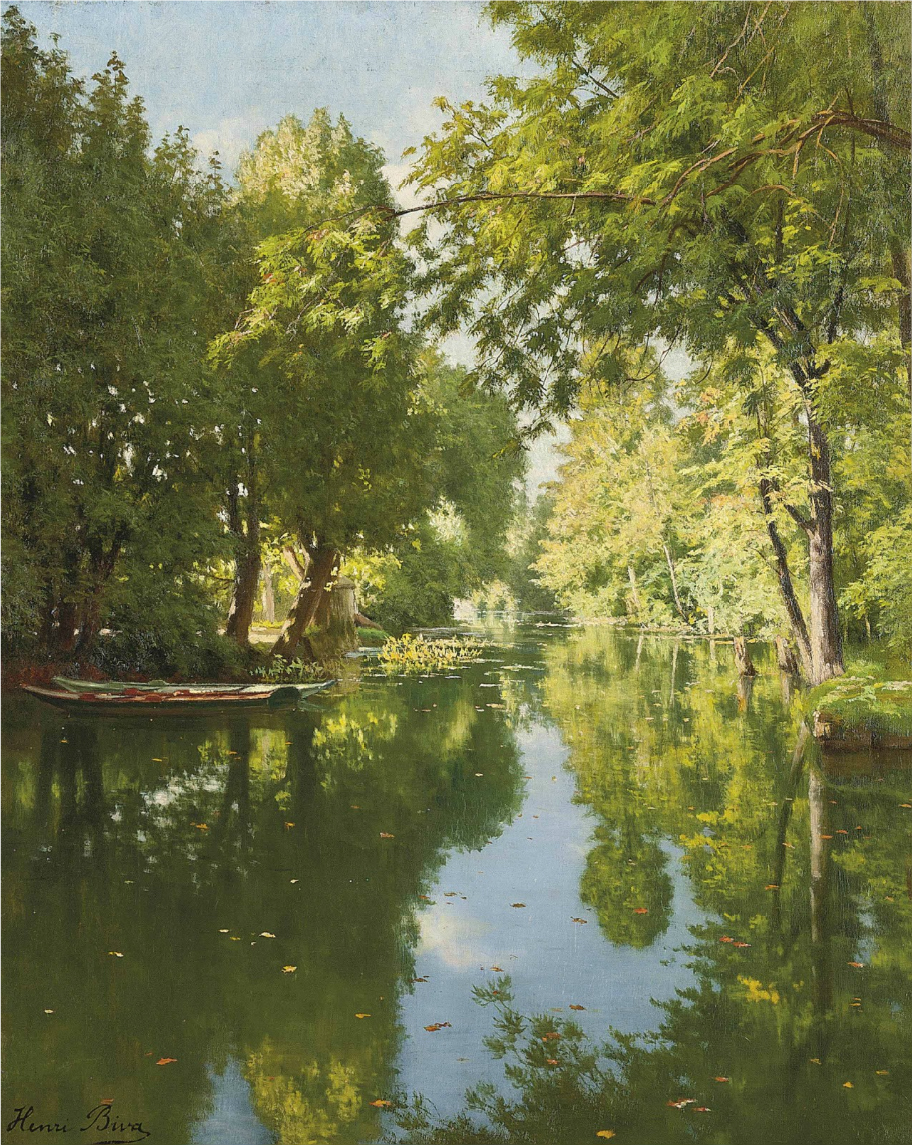
Barchette ormeggiate
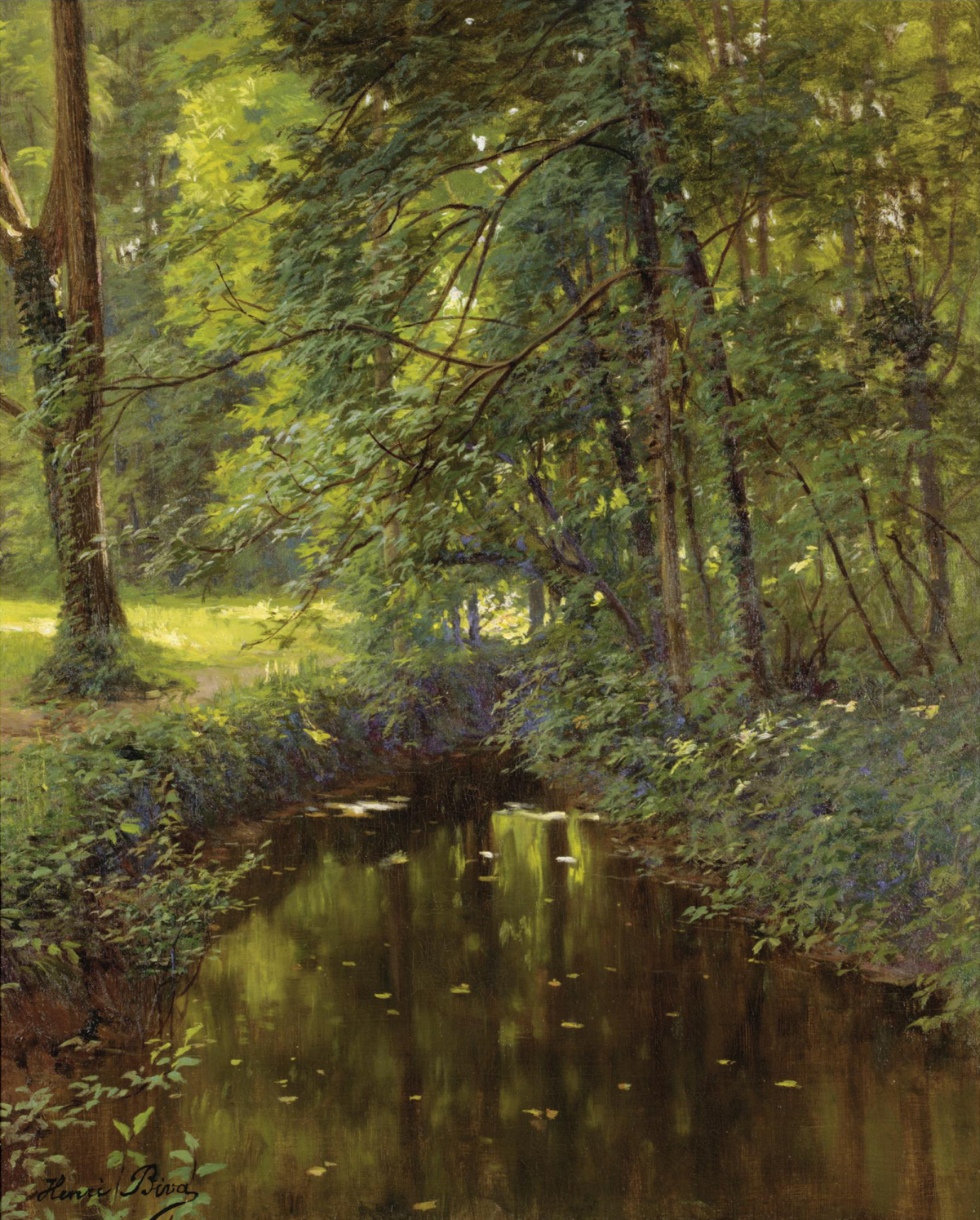
Il ruscello
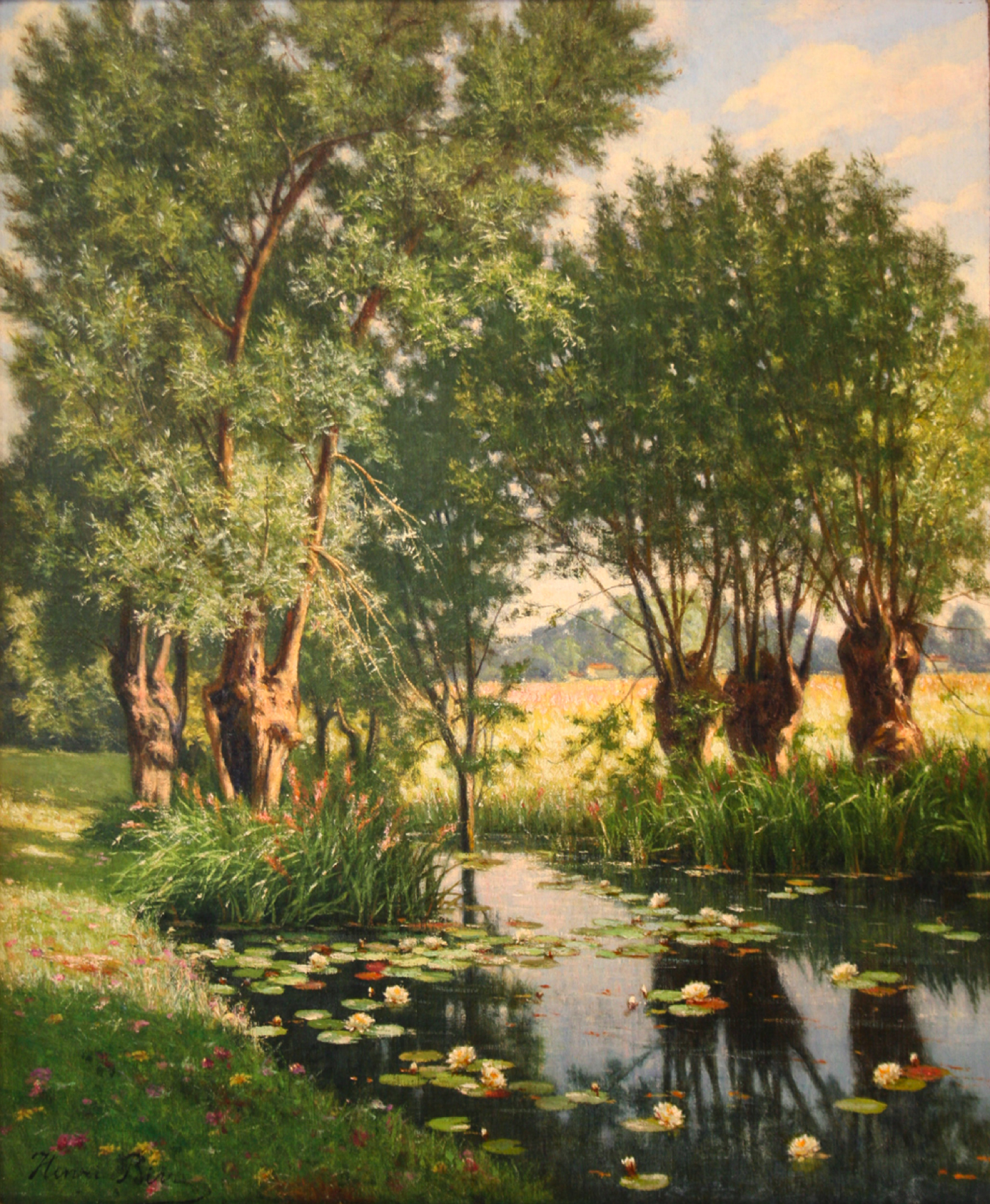
Veduta di una roggia in primavera
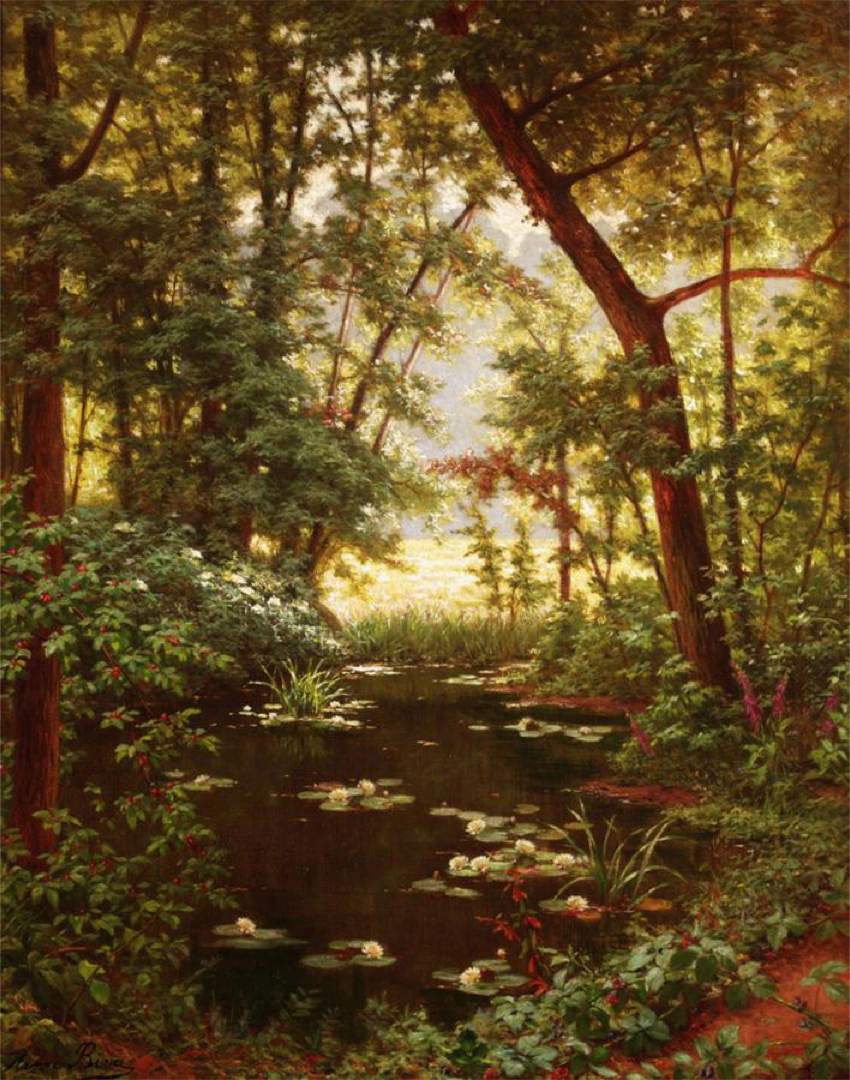
Le ninfee

## Altri progetti

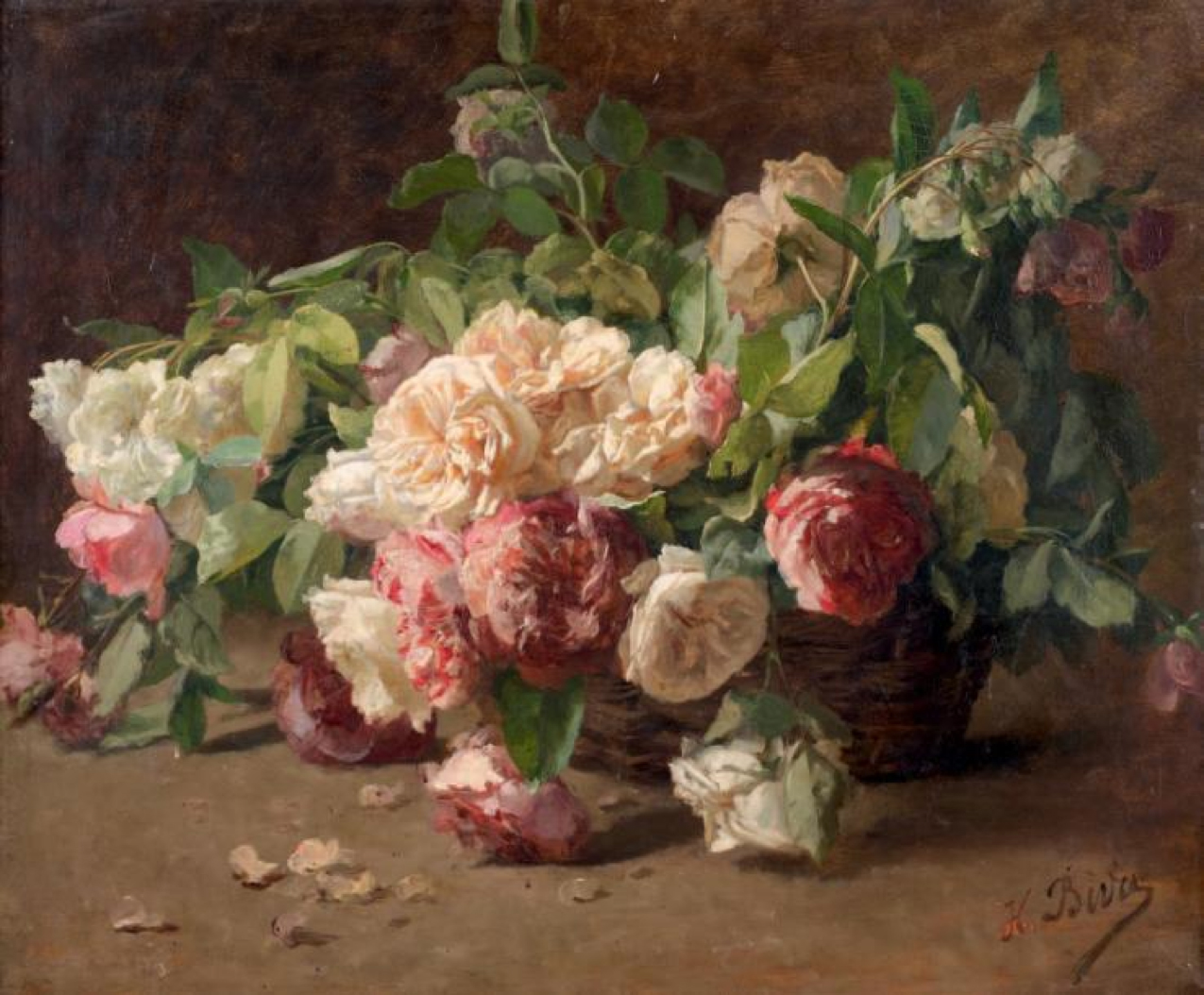
Il cestino di rose
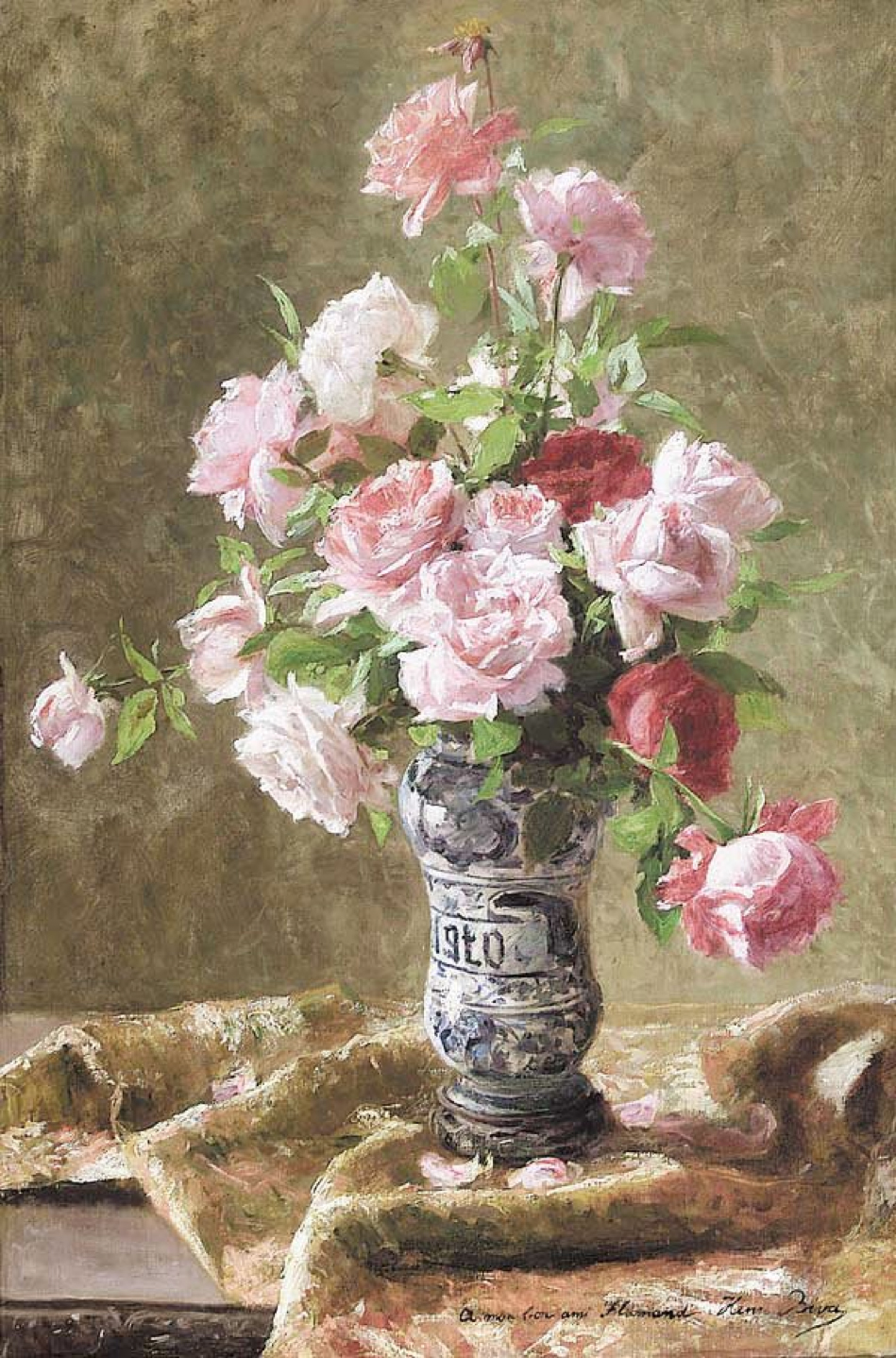
Rose in piena fioritura
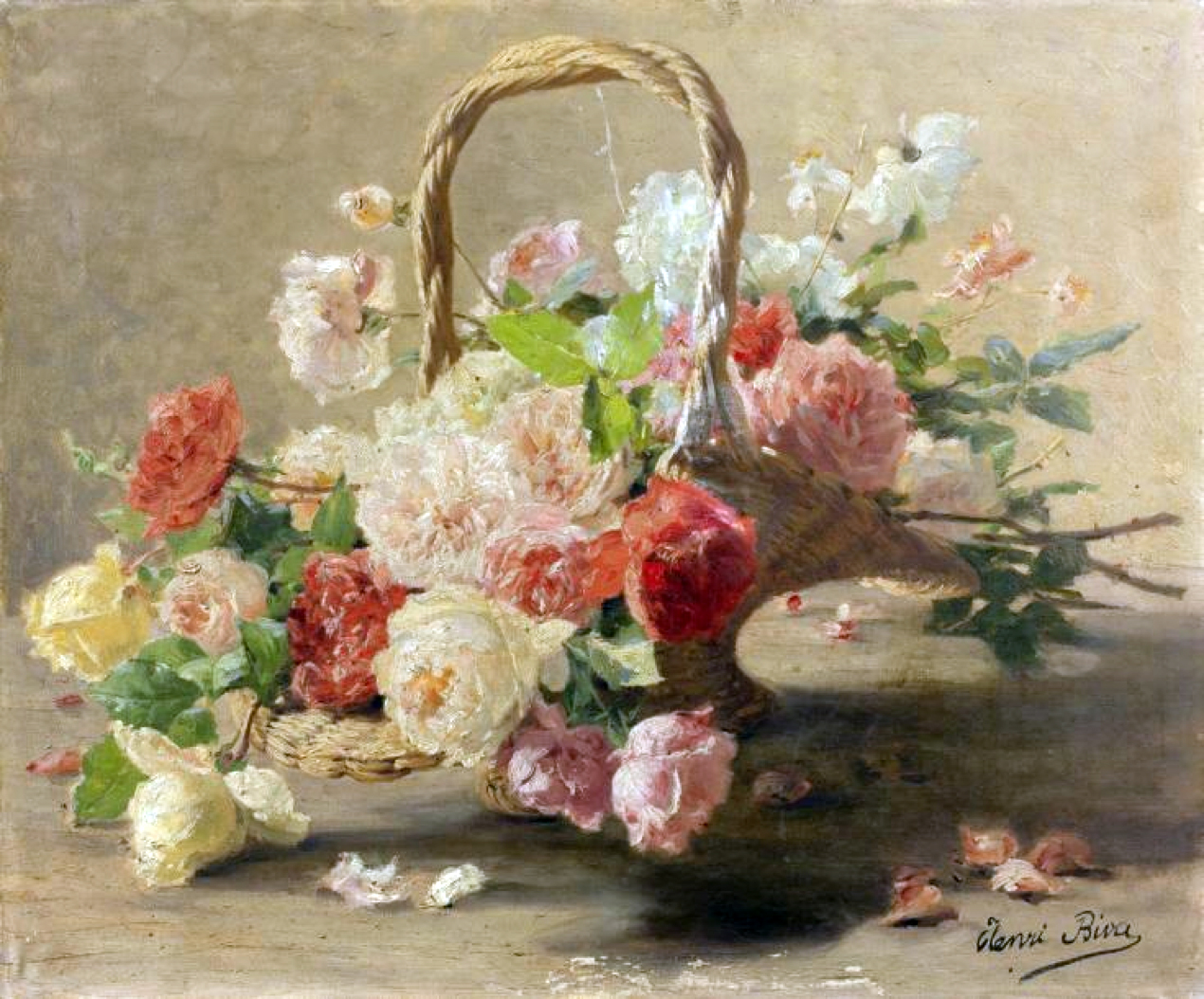
Paniere di rose rosse e bianche